# Åby Ringvej
Åby Ringvej  ofte benævnt O2 er en firesporet ringvej, der går igennem det vestlige Aarhus. 
Vejen er en del af Ring 2 der går fra Grenåvej til Oddervej, og er med til at lede den tung trafikken som kører nord/syd om byen.
Vejen forbinder Silkeborgvej i syd med Hasle Ringvej i nord, og har forbindelse til Edwin Rahrs Vej og Viborgvej.